# Карпинкин, Геннадий
Геннадий Карпинкин (род. 1 января 1966) — советский и белорусский биатлонист, бронзовый призёр чемпионата Европы, двукратный чемпион и призёр зимних Универсиад, участник Кубка мира, чемпион СССР. Мастер спорта СССР.

## Биография
Начал заниматься биатлоном в 1983 году, до того занимался лыжными гонками. Воспитанник ДЮСШ «Олимп» города Апатиты, первый тренер — Пётр Андреевич Лапшин. На взрослом уровне выступал за город Минск. Окончил кафедру лыжного и стрелкового спорта Белорусского государственного университета физической культуры.
В 1989 году стал участником зимней Универсиады в Софии, в личных видах завоевал две бронзовые медали в индивидуальной гонке и спринте, а в эстафете стал победителем в составе сборной СССР. Во второй раз участвовал в Универсиаде в 1993 году в польском Закопане, уже в составе сборной Белоруссии, стал серебряным призёром в спринте и чемпионом в эстафете.
В 1989 году стал серебряным призёром чемпионата СССР в командной гонке в составе сборной Профсоюзов. В 1990 году стал чемпионом СССР в эстафете в составе сборной Белорусской ССР вместе с Игорем Хохряковым, Дмитрием Черепкиным и Сергеем Булыгиным, чемпионат проводился в рамках VII зимней Спартакиады народов СССР.
В сезоне 1989/90 дебютировал в Кубке мира в составе сборной СССР, в январе 1990 года в спринте на этапе в Антерсельве занял 22-е место. В феврале того же года на этапе в Вальксе стал вторым в эстафете. В общем зачёте этого сезона занял 43-е место с 19 очками.
С 1992 года выступал за сборную Белоруссии. Лучший результат на Кубке мира — шестое место в спринте на этапе в Поклюке в сезоне 1993/94. Это были единственные очки, набранные спортсменом в сезоне, и в общем зачёте Кубка мира 1993/94 он занял 48-е место.
В 1993 году стал серебряным призёром «Югорского марафона» по лыжным гонкам, ещё дважды на этих соревнованиях финишировал в топ-15.
В 1994 году на чемпионате Европы в Контиолахти занял третье место в эстафете в составе сборной Белоруссии вместе с Игорем Хохряковым, Дмитрием Кривелем и Евгением Редькиным. В чемпионатах мира участия не принимал. Завершил международную карьеру после сезона 1995/96.